# Hold On (Justin Bieber)
"Hold On" is een nummer van de Canadese zanger Justin Bieber. Het nummer werd op 5 maart 2021 uitgebracht door Def Jam als de vierde single van zijn zesde studioalbum, Justice . Het nummer is geschreven door Bieber zelf in samenwerking met Ali Tamposi, Jon Bellion, Luiz Bonfa, de Belgische zanger Wouter De Backer en producers Andrew Watt en Louis Bell . Naast het nummer werd een videoclip met Bieber en Christine Ko uitgebracht. 

## Commercieel succes
"Hold On" kwam binnen op nummer zeven binnen in zijn thuisland, waar de Canadese Hot 100 van kracht is.  Op de Amerikaanse Billboard Hot 100 bereikte het reeds plaats 20.  "Hold On" piekte in de top 10 van nationale hitlijsten, op nummer twee in Denemarken, nummer acht in Ierland,  nummer negen in België en  Nederland. Dankzij het succes van het album Justice, ging het nummer in vele landen sterk vooruit.

## Hitlijsten

### VlaamseUltratop 50
| Hitnotering: 13-03-2021 tot 10-06-2021 | Hitnotering: 13-03-2021 tot 10-06-2021 | Hitnotering: 13-03-2021 tot 10-06-2021 | Hitnotering: 13-03-2021 tot 10-06-2021 | Hitnotering: 13-03-2021 tot 10-06-2021 | Hitnotering: 13-03-2021 tot 10-06-2021 | Hitnotering: 13-03-2021 tot 10-06-2021 | Hitnotering: 13-03-2021 tot 10-06-2021 | Hitnotering: 13-03-2021 tot 10-06-2021 | Hitnotering: 13-03-2021 tot 10-06-2021 | Hitnotering: 13-03-2021 tot 10-06-2021 | Hitnotering: 13-03-2021 tot 10-06-2021 | Hitnotering: 13-03-2021 tot 10-06-2021 | Hitnotering: 13-03-2021 tot 10-06-2021 | Hitnotering: 13-03-2021 tot 10-06-2021 |
| Week:                                  | 1                                      | 2                                      | 3                                      | 4                                      | 5                                      | 6                                      | 7                                      | 8                                      | 9                                      | 10                                     | 11                                     | 12                                     | 13                                     |                                        |
| -------------------------------------- | -------------------------------------- | -------------------------------------- | -------------------------------------- | -------------------------------------- | -------------------------------------- | -------------------------------------- | -------------------------------------- | -------------------------------------- | -------------------------------------- | -------------------------------------- | -------------------------------------- | -------------------------------------- | -------------------------------------- | -------------------------------------- |
| Positie:                               | 38                                     | 25                                     | 9                                      | 10                                     | 13                                     | 18                                     | 20                                     | 25                                     | 22                                     | 25                                     | 31                                     | 43                                     | 36                                     | uit                                    |